# CS Mindelense

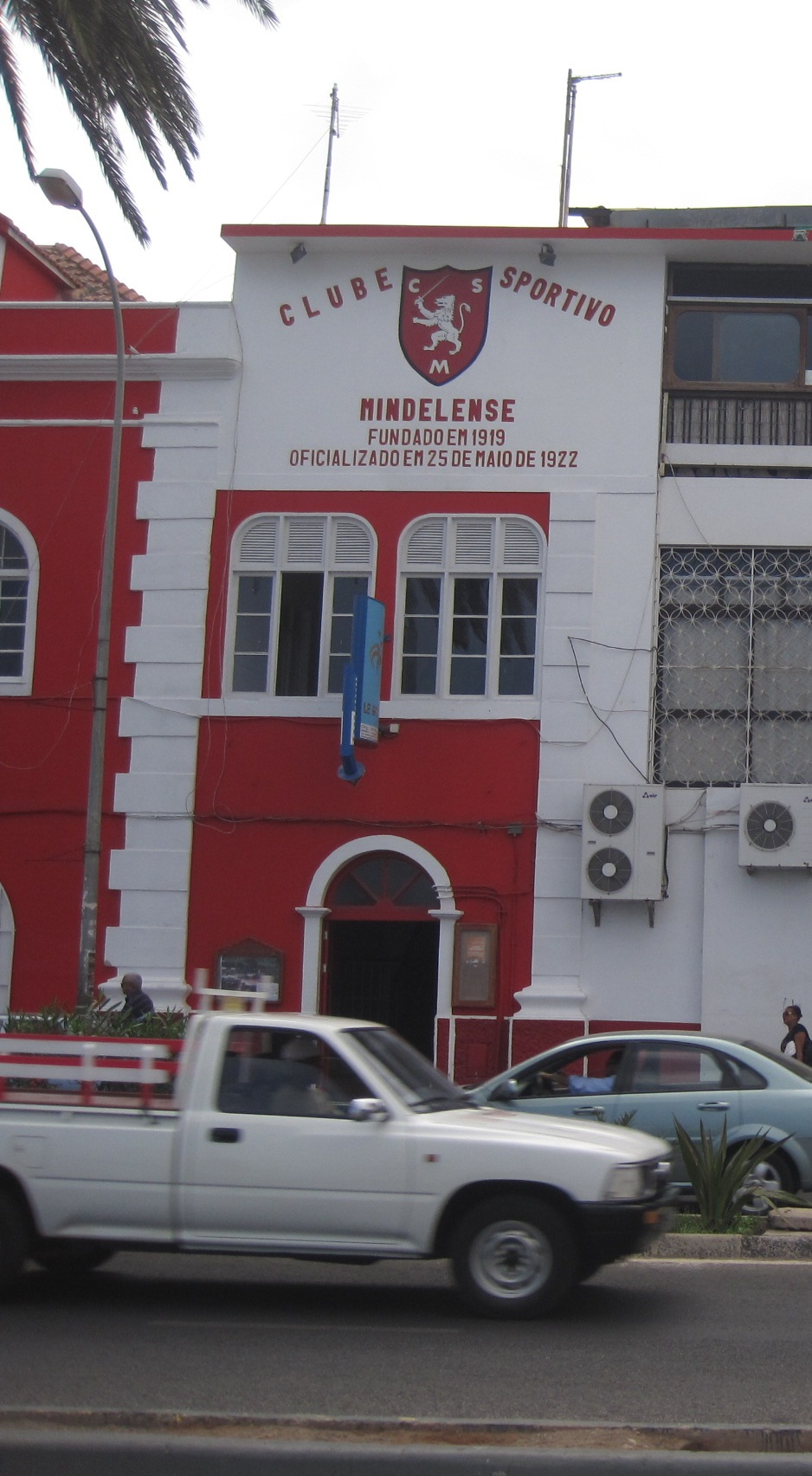
Sede CS Mindelense

El Clube Sportivo Mindelense es un equipo de fútbol de Cabo Verde que milita en el Campeonato caboverdiano de fútbol, la principal liga de fútbol en las islas.
Es de la ciudad de Mindelo, en la isla de São Vicente, fundado en 1919 y oficializado el 25 de mayo de 1922.
El Mindelense es el club con más títulos a nivel nacional al tener un total de 21 campeonatos.

## Historia
El CS Mindelense es el equipo más laureado de la isla de São Vicente y del país. Durante la época del colonialismo portugués fue el club con más campeonatos ganados, siendo un total de siete.

### Desde la independencia
En los primeros años de celebración del nuevo campeonato volvió a ser el claro dominador ganando cuatro de los tres primeros celebrados. En los años 80 apenas gana campeonatos tanto a nivel nacional como a nivel regional. A finales de los 80 y hasta mediados de los 90 vuelven a aparecer los trofeos. 

### SigloXXI
Durante la primera década vuelve la sequía a las vitrinas del club, en esa época no consigue ningún campeonato nacional y apenas gana alguno a nivel regional. A partir de 2011 la suerte vuelve acompañar a club siendo el claro dominador llevándose cinco campeonatos casi de forma consecutiva.

## Palmarés
- Campeonato caboverdiano de fútbol: 21
  - Antes de la independencia (9): 1939, 1949, 1950, 1956, 1960, 1962, 1966, 1968 y 1971
  - Después de la independencia (12): 1976, 1977, 1981, 1988, 1990, 1992, 1998, 2011, 2013, 2014, 2015, 2016 y 2019

- Campeonato regional de São Vicente: 31  listada, 50 total[cita requerida]

Listado: 1938, 1939, 11940, 1941, 1942, 1943, 1946, 1947, 950, 1951, 1956, 1960, 1962, 1966, 1968, 1969, 1970, 1971,  1974-75, 1975-76, 1976-77, 1977-78, 1978-79, 1979-80, 1980-81, 1981-82, 1987-88, 1988-89, 1989-90, 1991-92, 1992-93, 1993-94, 1995-96, 1996-97, 1997-98, 2005-06, 2008-09, 2010-11, 2012-13, 2014-15, 2015-16, 2016-17, 2017-18 y 2018-19
- Torneo de Apertura de São Vicente: 6

2000, 2003, 2005, 2006, 2008, 2009, 2012
- Copa de São Vicente: 3

2008, 2013, 2015
- Supercopa de São Vicente: 4

2006, 2009, 2015, 2016

## Participación en competiciones de la CAF
| Temporada | Torneo                            | Ronda      | Club           | Casa | Visita | Global |
| --------- | --------------------------------- | ---------- | -------------- | ---- | ------ | ------ |
| 1993      | Copa Africana de Clubes Campeones | Preliminar | ASEC Ndiambour | 1-2  | 1-1    | 2-3    |

## En el sistema de competencia de Portugal
- Portuguese Cup: 1 aparición

1971 - Octavos de final: CS Mindelense 0-21 vs Sporting CP

## Jugadores y cuerpo técnico

### Jugadores internacionales
| - Fock - Aires Alex Marques - Toy Adão | - Cadú Alves - Sténio dos Santos - Rambé do Rosário | - Adilson Nhambu Monteiro - Vózninha - Calú |

## Otras secciones y filiales
El club dispone de un equipo femenino